# Malita
Malita (Bayan ng Malita) är en kommun i Filippinerna. Kommunen ligger på ön Mindanao, och tillhör provinsen Davao Occidental. Folkmängden uppgår till 100 000 invånare.

## Barangayer
Malita är indelat i 30 barangayer.
| - Bito - Bolila - Buhangin - Culaman - Datu Danwata - Demoloc - Felis - Fishing Village - Kibalatong - Kidalapong - Kilalag - Kinangan - Lacaron - Lagumit - Lais | - Little Baguio - Macol - Mana - Manuel Peralta - New Argao - Pangian - Pinalpalan - Poblacion - Sangay - Talogoy - Tical - Ticulon - Tingolo - Tubalan - Pangaleon |